# Islam Chesnokov
Islam Chesnokov (Oskemen, 21 de noviembre de 1999) es un futbolista kazajo que juega en la demarcación de delantero para el FC Tobol de la Liga Premier de Kazajistán.

## Selección nacional
Hizo su debut con la selección de fútbol de Kazajistán el 7 de septiembre de 2023 en un partido de clasificación para la Eurocopa 2024 contra Finlandia que finalizó con un resultado de 0-1 a favor del combinado finés tras el gol de Oliver Antman.

## Clubes
| Club                 | País        | Año       | Partidos | Goles |
| -------------------- | ----------- | --------- | -------- | ----- |
| FC Altai-M Semey     | Kazajistán  | 2018-2019 | 50       | 5     |
| FC Altai             | Kazajistán  | 2018-2021 | 15       | 1     |
| FC Belshina Bobruisk | Bielorrusia | 2021-2022 | 59       | 10    |
| FC Tobol             | Kazajistán  | 2023-     | 65       | 19    |

## Palmarés

### Títulos nacionales
| Título                  | Club        | País       | Año  |
| ----------------------- | ----------- | ---------- | ---- |
| Copa de Kazajistán      | F. C. Tobol | Kazajistán | 2023 |
| Supercopa de Kazajistán | F. C. Tobol | Kazajistán | 2024 |